# Nieszpory w Efezie

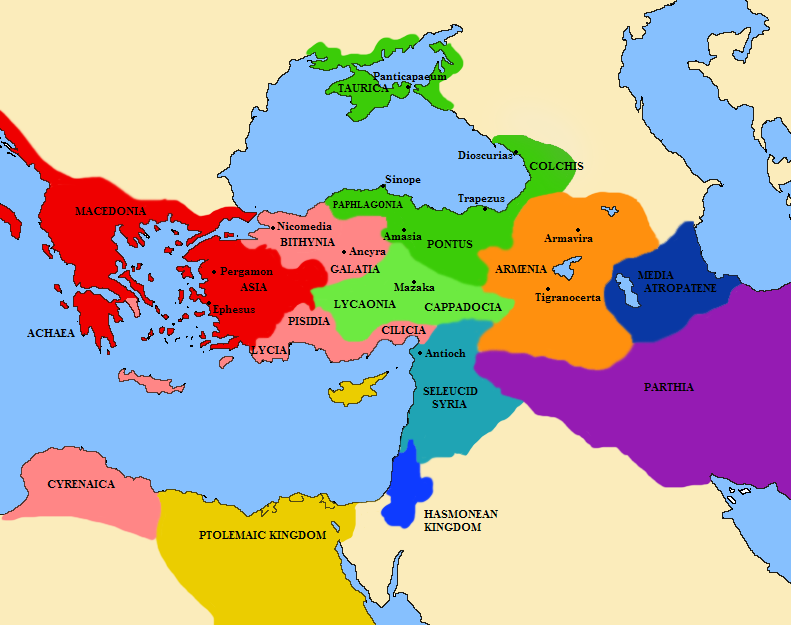
Mapa przedstawiająca stan w momencie wybuchu pierwszej wojny z Mitrydatesem, 89 r. p.n.e

Nieszpory efeskie – masakra Rzymian i Italików w Azji Mniejszej, do której doszło w 89 lub 88 r. p.n.e.   
W początkowej fazie wojny z Rzymem, król Pontu Mitrydates VI Eupator wezwał ludność Azji Mniejszej do powstania antyrzymskiego. Z jego inspiracji mieszkańcy klienckich państw Rzymu w regionie wymordowali przebywających w Azji Mniejszej Rzymian i Italików. Antyczni dziejopisarze twierdzili, że w trakcie tych wydarzeń tych zginęło 80 tysięcy lub nawet 150 tysięcy Rzymian. Liczby te są z pewnością znacznie zawyżone, w sposób typowy dla starożytnej historiografii, jednak dzisiejsi badacze zgadzają się, że liczba ofiar była ogromna.   
Używana przez nowożytnych historyków nazwa "nieszpory efeskie" czy "nieszpory azjatyckie" została utworzona przez francuskiego historyka Théodore'a Reinacha jako analogia do tzw. "nieszporów sycylijskich".   

## Geneza wydarzeń
W połowie II w. p.n.e. Rzymianie podbili Grecję, a w następnych latach uczynili Azję Mniejszą swoją strefą wpływów. W dekadach poprzedzających nieszpory efeskie w miastach Azji Mniejszej osiedlało się wielu Rzymian, przeważnie kupców, przedsiębiorców i poborców podatkowych. Ich aktywność ekonomiczna, w szczególności na polu handlu niewolnikami, budziła niechęć miejscowej ludności. Przybyszów utożsamiano z państwem rzymskim, które oskarżano o opresyjną politykę fiskalną i wpędzanie mieszkańców Azji Mniejszej w długi, nieraz prowadzące do sprzedaży dłużników w niewolę. 
Nienawiść wobec Rzymian wykorzystał król Pontu Mitrydates Eupator. Będąc zagrożony rzymską interwencją, która mogła pozbawić go panowania nad Kapadocją, postanowił uprzedzić atak i zająć rzymskie posiadłości w Azji Mniejszej. Prawdopodobnie motywem, dla którego władca Pontu postanowił wymordować Italików mieszkających w azjatyckich miastach, była chęć zapewnienia sobie wierności sojuszników, czyli państw dotąd zależnych od Rzymu. Według kalkulacji Mitrydatesa po takim czynie państwa te nie miałyby już drogi odwrotu i nie mogłyby układać się z Rzymem, ale musiałyby z nim walczyć. 

## Przebieg masakry
Według Appiana Mitrydates nakazał objąć czystką Rzymian, Italików i wyzwoleńców pochodzenia italskiego, a także ich żony i dzieci. Ciała ofiar miały pozostać niepogrzebane. Połowa majątku zabitych miała przypaść mordercom, a druga połowa królowi. Wyznaczono nagrody dla donosicieli, a kary miały czekać tych, którzy próbowali grzebać ciała pomordowanych. Niewolnikom, którzy wydadzą swoich panów lub ich sami zabiją, Mitrydates obiecał wolność. Dłużnicy, którzy zabijali swych wierzycieli, mogli liczyć na umorzenie połowy długu. 
Według rzymskich dziejopisarzy dla napastników nie liczyło się uświęcone tradycją prawo azylu. W Efezie, Pergamonie i wielu innych miastach nie oszczędzono nawet tych Rzymian, którzy szukali schronienia w świątyniach; jedynie na wyspie Kos darowano im życie. Kaunijczycy odrywali od posągów ludzi chroniących się w świątyni Westy, zabijając na oczach matek dzieci, następnie matki, na koniec - mężów. Mieszkańcy portowego miasta Adramyttion mieli topić niektóre ofiary w morzu, natomiast mieszkańcy Tralles wynajęli kata, który w świątyni Zgody dokonał rzezi, a ofiarom stawiającym opór i trzymającym się kurczowo posągów odrąbywał ręce. Podobne sceny miały miejsce w wielu innych miastach.  
Plan Mitrydatesa w pełni się powiódł, gdyż w wyniku czystki społeczność Rzymian mieszkających w Azji Mniejszej została praktycznie unicestwiona. 

## Następstwa
Masakry w Azji Mniejszej stały się dla Rzymu casus belli i zapoczątkowały serię wojen między Rzymianami a królestwem Pontu. Wojny te trwały aż do śmierci Mitrydatesa w 63 r. p.n.e.